# Холмс (окръг, Флорида)
Окръг Холмс (на английски: Holmes County) е окръг в щата Флорида, Съединени американски щати. Площта му е 1267 km², а населението - 18 564 души (2000). Административен център е град Бонифей.